# Olympische Geschichte Haitis
| Gelbes Symbol für Goldmedaillen mit stilisierten Olympischen Ringen | Graues Symbol für Silbermedaillen mit stilisierten Olympischen Ringen | Braundes Symbol für Bronzemedaillen mit stilisierten Olympischen Ringen |
| ------------------------------------------------------------------- | --------------------------------------------------------------------- | ----------------------------------------------------------------------- |
| —                                                                   | 1                                                                     | 1                                                                       |

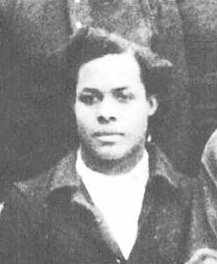
Constantin Henriquez, Rugby-Olympiasieger von 1900

Haiti, dessen NOK, das Comité Olympique Haïtien, 1914 gegründet und 1924 vom IOC anerkannt wurde, schickte schon 1900 eine Sportlerdelegation zu den Olympischen Sommerspielen. Haiti nahm an weiteren 14 Sommerspielen teil, jedoch bislang noch nie an Winterspielen. 2022 will Haiti erstmals einen Athleten zu Winterspielen entsenden. Jugendliche Sportler wurden zu den beiden bislang ausgetragenen Jugend-Sommerspielen geschickt.

## Allgemeine Übersicht

### Sommerspiele

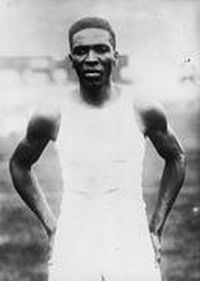
Silvio Cator, Silber 1928 im Weitsprung

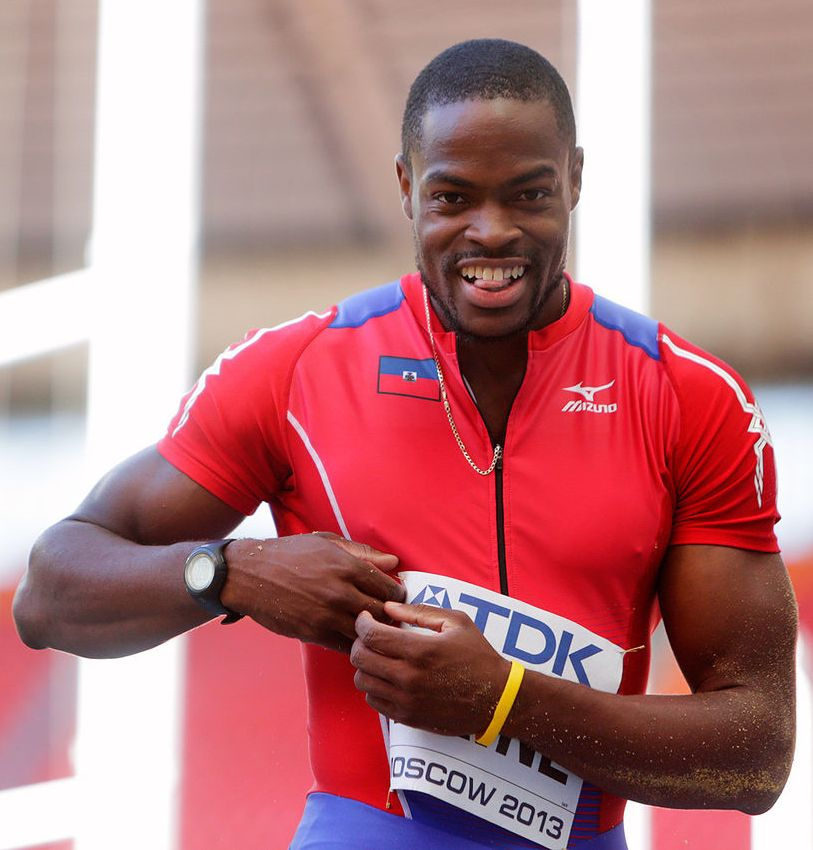
Samyr Lainé (2013)

Die erste Olympiamannschaft Haitis bestand 1900 in Paris aus zwei Fechtern. Der erste Olympionike Haitis war am 14. Mai 1900 der Florettfechter André Corvington. Der in Haiti geborene Rugbyspieler Constantin Henriquez studierte in Paris Medizin. Als Rugbyspieler wurde er zwei Mal französischer Meister. In Paris nahm er für die Mannschaft der Union des sociétés françaises de sports athlétiques am Rugbyturnier teil und wurde mit der französischen Mannschaft Olympiasieger. Henriquez wurde damit zum ersten Olympiasieger und Medaillengewinner Haitis, allerdings gewann er die Medaille für Frankreich. Henriquez gilt zudem als der erste dunkelhäutige Olympiasieger in der Geschichte.
Haiti nahm erst 24 Jahre später wieder an Olympischen Spielen teil, wieder in Paris. Diesmal bestand die Mannschaft aus Sportschützen und Leichtathleten. In Paris gelang der erste Medaillengewinn für Haiti. Die Schützenmannschaft mit dem freien Gewehr gewann am 27. Juni 1924 die Bronzemedaille. Die haitianischen Schützen dominierten auch den Individualwettbewerb. Vier ihrer fünf Mannschaftsmitglieder kamen unter die ersten 15. Ludovic Augustin wurde Fünfter, Ludovic Valborge Sechster, Destin Destine Zehnter und Astrel Rolland 13. 1928 in Amsterdam gewann Silvio Cator Silber im Weitsprung und damit die erste Medaille eines haitianischen Einzelsportlers. 1932 beendete Cator den Weitsprungwettbewerb auf Platz 9. Der Komponist Alphonse Henriquez reichte im Rahmen der Olympischen Kunstwettbewerbe eines seiner Werke ein, konnte sich aber nicht platzieren.
An den Olympischen Sommerspielen 1936 sollte der Gewichtheber Rene Ambroise teilnehmen. Er traf auch am Olympiaort ein, verletzte sich jedoch im Training und konnte daher den Wettkampf nicht aufnehmen.
Haiti schickte zu den folgenden Sommerspielen 1948, 1952 und 1956 keine Mannschaften. 1960 ging ein Gewichtheber an den Start. Auch 1964 und 1968 wurden keine haitianischen Sportler entsandt. 1972 in München nahm mit der Sprinterin Mireille Joseph die erste Frau aus Haiti an Olympischen Spielen teil. In Montreal 1976 nahmen erstmals Boxer aus Haiti teil. Haiti folgte dem Boykottaufruf der USA und blieb den Spielen von Moskau 1980 fern.
1988 in Seoul nahm erstmals ein Tennisspieler aus Haiti am olympischen Turnier teil, 1992 zum ersten Mal haitianische Judoka, 1996 ein Schwimmer. 2000 in Sydney konnte sich ein Leichtathlet für ein Finale qualifizieren. Dudley Dorival wurde über 110 Meter Hürden Siebter. 2004 in Athen kam erstmals ein haitianischer Taekwondoin zum Einsatz. 2012 in London erreichte der Dreispringer Samyr Lainé das Finale und wurde Elfter. 2016 in Rio de Janeiro trat zum ersten Mal ein haitianischer Ringer an.

### Jugendspiele
Mit 22 Jugendlichen nahm Haiti an den Jugend-Sommerspielen 2010 in Singapur teil. Die haitianische Fußballmannschaft gewann die Silbermedaille. In der Vorrunde verloren die Jungen mit 0:9 gegen Bolivien, gewannen dann ihr Spiel gegen Vanuatu mit 2:1. Im Halbfinale schlugen sie Gastgeber Singapur mit 3:2 und trafen im Finale wieder auf Bolivien. Sie verloren das Spiel mit 0:5. 2014 in Nanjing nahmen drei Jugendliche teil.

## Übersicht der Teilnahmen

### Sommerspiele
| Jahr      | Athleten           | Athleten           | Athleten           | Flaggenträger         | Sportarten         | Sportarten         | Sportarten         | Sportarten         | Sportarten         | Sportarten         | Sportarten         | Sportarten         | Sportarten         | Sportarten         | Medaillen          | Medaillen          | Medaillen          | Medaillen          | Medaillen          |
| Jahr      | Gesamt             | m                  | w                  | Flaggenträger         | Fechten            | Leichtathletik     | Schießen           | Gewichtheben       | Boxen              | Tennis             | Judo               | Schwimmen          | Taekwondo          | Wrestling          |                    |                    |                    | Gesamt             | Rang               |
| --------- | ------------------ | ------------------ | ------------------ | --------------------- | ------------------ | ------------------ | ------------------ | ------------------ | ------------------ | ------------------ | ------------------ | ------------------ | ------------------ | ------------------ | ------------------ | ------------------ | ------------------ | ------------------ | ------------------ |
| 1896      | nicht teilgenommen | nicht teilgenommen | nicht teilgenommen | nicht teilgenommen    | nicht teilgenommen | nicht teilgenommen | nicht teilgenommen | nicht teilgenommen | nicht teilgenommen | nicht teilgenommen | nicht teilgenommen | nicht teilgenommen | nicht teilgenommen | nicht teilgenommen | nicht teilgenommen | nicht teilgenommen | nicht teilgenommen | nicht teilgenommen | nicht teilgenommen |
| 1900      | 2                  | 2                  | 0                  |                       | 2                  |                    |                    |                    |                    |                    |                    |                    |                    |                    |                    |                    |                    |                    |                    |
| 1904–1920 | nicht teilgenommen | nicht teilgenommen | nicht teilgenommen | nicht teilgenommen    | nicht teilgenommen | nicht teilgenommen | nicht teilgenommen | nicht teilgenommen | nicht teilgenommen | nicht teilgenommen | nicht teilgenommen | nicht teilgenommen | nicht teilgenommen | nicht teilgenommen | nicht teilgenommen | nicht teilgenommen | nicht teilgenommen | nicht teilgenommen | nicht teilgenommen |
| 1924      | 8                  | 8                  | 0                  |                       |                    | 3                  | 5                  |                    |                    |                    |                    |                    |                    |                    |                    |                    | 1                  | 1                  | 23                 |
| 1928      | 2                  | 2                  | 0                  |                       |                    | 2                  |                    |                    |                    |                    |                    |                    |                    |                    |                    | 1                  |                    | 1                  | 30                 |
| 1932      | 2                  | 2                  | 0                  |                       |                    | 2                  |                    |                    |                    |                    |                    |                    |                    |                    |                    |                    |                    |                    |                    |
| 1936–1956 | nicht teilgenommen | nicht teilgenommen | nicht teilgenommen | nicht teilgenommen    | nicht teilgenommen | nicht teilgenommen | nicht teilgenommen | nicht teilgenommen | nicht teilgenommen | nicht teilgenommen | nicht teilgenommen | nicht teilgenommen | nicht teilgenommen | nicht teilgenommen | nicht teilgenommen | nicht teilgenommen | nicht teilgenommen | nicht teilgenommen | nicht teilgenommen |
| 1960      | 1                  | 1                  | 0                  |                       |                    |                    |                    | 1                  |                    |                    |                    |                    |                    |                    |                    |                    |                    |                    |                    |
| 1964–1968 | nicht teilgenommen | nicht teilgenommen | nicht teilgenommen | nicht teilgenommen    | nicht teilgenommen | nicht teilgenommen | nicht teilgenommen | nicht teilgenommen | nicht teilgenommen | nicht teilgenommen | nicht teilgenommen | nicht teilgenommen | nicht teilgenommen | nicht teilgenommen | nicht teilgenommen | nicht teilgenommen | nicht teilgenommen | nicht teilgenommen | nicht teilgenommen |
| 1972      | 7                  | 6                  | 1                  | Jules Meliner         |                    | 7                  |                    |                    |                    |                    |                    |                    |                    |                    |                    |                    |                    |                    |                    |
| 1976      | 13                 | 10                 | 3                  |                       |                    | 10                 |                    |                    | 3                  |                    |                    |                    |                    |                    |                    |                    |                    |                    |                    |
| 1980      | nicht teilgenommen | nicht teilgenommen | nicht teilgenommen | nicht teilgenommen    | nicht teilgenommen | nicht teilgenommen | nicht teilgenommen | nicht teilgenommen | nicht teilgenommen | nicht teilgenommen | nicht teilgenommen | nicht teilgenommen | nicht teilgenommen | nicht teilgenommen | nicht teilgenommen | nicht teilgenommen | nicht teilgenommen | nicht teilgenommen | nicht teilgenommen |
| 1984      | 3                  | 1                  | 2                  | Ronald Agénor         | 2                  | 1                  |                    |                    |                    |                    |                    |                    |                    |                    |                    |                    |                    |                    |                    |
| 1988      | 4                  | 3                  | 1                  | Deborah Saint Phard   |                    | 3                  |                    |                    |                    | 1                  |                    |                    |                    |                    |                    |                    |                    |                    |                    |
| 1992      | 7                  | 7                  | 0                  | Hermate Souffrant     |                    | 2                  |                    |                    |                    |                    | 5                  |                    |                    |                    |                    |                    |                    |                    |                    |
| 1996      | 7                  | 7                  | 0                  | Adler Volmar          |                    | 3                  |                    |                    |                    | 1                  | 2                  | 1                  |                    |                    |                    |                    |                    |                    |                    |
| 2000      | 5                  | 3                  | 2                  | Nadine Faustin-Parker |                    | 3                  |                    |                    |                    |                    | 1                  | 1                  |                    |                    |                    |                    |                    |                    |                    |
| 2004      | 8                  | 7                  | 1                  | Tudor Sanon           |                    | 4                  |                    |                    | 1                  |                    | 2                  |                    | 1                  |                    |                    |                    |                    |                    |                    |
| 2008      | 7                  | 3                  | 4                  | Joel Brutus           |                    | 4                  |                    |                    | 1                  |                    | 2                  |                    |                    |                    |                    |                    |                    |                    |                    |
| 2012      | 5                  | 3                  | 2                  | Linouse Desravine     |                    | 4                  |                    |                    |                    |                    | 1                  |                    |                    |                    |                    |                    |                    |                    |                    |
| 2016      | 10                 | 7                  | 3                  | Asnage Castelly       |                    | 3                  |                    | 1                  | 1                  |                    | 1                  | 2                  | 1                  | 1                  |                    |                    |                    |                    |                    |
| Gesamt    | Gesamt             | Gesamt             | Gesamt             | Gesamt                | Gesamt             | Gesamt             | Gesamt             | Gesamt             | Gesamt             | Gesamt             | Gesamt             | Gesamt             | Gesamt             | Gesamt             | 0                  | 1                  | 1                  | 2                  | 112                |

### Winterspiele
| Jahr      | Athleten           | Athleten           | Athleten           | Flaggenträger      | Sportarten         | Medaillen          | Medaillen          | Medaillen          | Medaillen          | Medaillen          |
| Jahr      | Gesamt             | m                  | w                  | Flaggenträger      | Alpine Ski         |                    |                    |                    | Gesamt             | Rang               |
| --------- | ------------------ | ------------------ | ------------------ | ------------------ | ------------------ | ------------------ | ------------------ | ------------------ | ------------------ | ------------------ |
| 1924–2018 | nicht teilgenommen | nicht teilgenommen | nicht teilgenommen | nicht teilgenommen | nicht teilgenommen | nicht teilgenommen | nicht teilgenommen | nicht teilgenommen | nicht teilgenommen | nicht teilgenommen |
| 2022      | 1                  | 1                  | 0                  | Richardson Viano   | 1                  |                    |                    |                    |                    |                    |
| Gesamt    | Gesamt             | Gesamt             | Gesamt             | Gesamt             | Gesamt             | 0                  | 0                  | 0                  | 0                  | -                  |

### Jugend-Sommerspiele
| Jahr   | Athleten | Athleten | Athleten | Flaggenträger    | Sportarten     | Sportarten | Sportarten | Sportarten | Medaillen | Medaillen | Medaillen | Medaillen | Medaillen |
| Jahr   | Gesamt   | m        | w        | Flaggenträger    | Leichtathletik | Fußball    | Judo       | Taekwondo  |           |           |           | Gesamt    | Rang      |
| ------ | -------- | -------- | -------- | ---------------- | -------------- | ---------- | ---------- | ---------- | --------- | --------- | --------- | --------- | --------- |
| 2010   | 22       | 19       | 3        | Peterson Sertune | 1              | 18         | 2          | 1          |           | 1         |           | 1         | 74        |
| 2014   | 3        | 1        | 2        |                  | 2              |            | 1          |            |           |           |           |           |           |
| Gesamt | Gesamt   | Gesamt   | Gesamt   | Gesamt           | Gesamt         | Gesamt     | Gesamt     | Gesamt     | 0         | 1         | 0         | 1         | 88        |

### Jugend-Winterspiele
| Jahr      | Athleten           | Athleten           | Athleten           | Flaggenträger      | Sportarten         | Medaillen          | Medaillen          | Medaillen          | Medaillen          | Medaillen          |
| Jahr      | Gesamt             | m                  | w                  | Flaggenträger      | Sportarten         |                    |                    |                    | Gesamt             | Rang               |
| --------- | ------------------ | ------------------ | ------------------ | ------------------ | ------------------ | ------------------ | ------------------ | ------------------ | ------------------ | ------------------ |
| 2012–2016 | nicht teilgenommen | nicht teilgenommen | nicht teilgenommen | nicht teilgenommen | nicht teilgenommen | nicht teilgenommen | nicht teilgenommen | nicht teilgenommen | nicht teilgenommen | nicht teilgenommen |
| Gesamt    | Gesamt             | Gesamt             | Gesamt             | Gesamt             | Gesamt             | 0                  | 0                  | 0                  | 0                  | -                  |

## Medaillengewinner

### Goldmedaillen
Bislang (Stand 2017) keine Goldmedaille. Die Goldmedaille von Constantin Henriquez 1900 im Rugby fließt in den Medaillenspiegel Frankreichs ein.

### Silbermedaillen
| Name         | Spiele         | Sportart       | Disziplin  | Anmerkung |
| ------------ | -------------- | -------------- | ---------- | --------- |
| Silvio Cator | 1928 Amsterdam | Leichtathletik | Weitsprung |           |

### Bronzemedaillen
| Name                                                                          | Spiele     | Sportart | Disziplin                | Anmerkung              |
| ----------------------------------------------------------------------------- | ---------- | -------- | ------------------------ | ---------------------- |
| Ludovic Augustin Destin Destine Eloi Metullus Astrel Rolland Ludovic Valborge | 1924 Paris | Schießen | Freies Gewehr Mannschaft | erster Medaillengewinn |

## Medaillen nach Sportart
| Sportart       | Gold | Silber | Bronze | Gesamt |
| Leichtathletik | 0    | 1      | 0      | 1      |
| Schießen       | 0    | 0      | 1      | 1      |
| Gesamt         | 0    | 1      | 1      | 2      |

## Medaillenspiegel

### Olympische Spiele
|                         |   |   |   | Gesamt | Rang |
| ----------------------- | - | - | - | ------ | ---- |
| Olympische Sommerspiele | 0 | 1 | 1 | 2      | 112  |
| Olympische Winterspiele | 0 | 0 | 0 | 0      | -    |
| Gesamt                  | 0 | 1 | 1 | 2      | 113  |

### Olympische Jugendspiele
|                                |   |   |   | Gesamt | Rang |
| ------------------------------ | - | - | - | ------ | ---- |
| Olympische Jugend-Sommerspiele | 0 | 1 | 0 | 1      | 88   |
| Olympische Jugend-Winterspiele | 0 | 0 | 0 | 0      | -    |
| Gesamt                         | 0 | 1 | 0 | 1      | 92   |